# Ахшарумов, Борис Иванович
Борис Иванович Ахшарумов (1867, Санкт-Петербург, Российская империя — 1931, Ленинград, СССР) — русский и советский гинеколог, доктор медицины, статский советник.

## Биография
Родился в 1867 году в семье прокурора Санкт-Петербургского военно-окружного суда Ивана Дмитриевича Ахшарумова (1831—1903) и Надежды Петровны, урождённой Козляниновой (1840—1906), внучки вице-адмирала Т. Г. Козлянинова.
В 1884 году с золотой медалью окончил гимназию Гуревича в Санкт-Петербурге, затем поступил в Императорскую военно-медицинскую академию, которую окончил с отличием в 1889 году. В том же году в качестве врача-экстерна поступил в Императорское Санкт-Петербургское родовспомогательное заведение.
С 1891 по 1894 год во время эпидемии холеры Ахшарумов работал санитарным врачом на городской службе и сверхштатным ординатором больницы св. Марии Магдалины в Петербурге. В 1894 году защитил диссертацию на степень доктора медицины. Кроме того, с 1893 по 1897 год состоял младшим врачом тюремных больниц Санкт-Петербурга.
В 1931 году покончил жизнь самоубийством после допроса в НКВД. Из воспоминаний Т. А. Аксаковой-Сиверс:

После двухдневного пребывания на Нижегородской улице (т. е. во внутренней тюрьме НКВД) Борис Иванович пришёл домой в сопровождении двух агентов и указал им на закрытую на зиму балконную дверь. Агенты эту дверь распечатали, взяли замурованную на балконе шкатулку с ценными вещами и ушли. Ранее общительный и даже весёлый Борис Иванович после этого стал неузнаваемым. Два дня он молчал, а потом: «После того, что я пережил, что мне пришлось перенести, я жить больше не могу!» Ночью он отравился морфием. На этот раз его удалось спасти, доставив в Мариинскую больницу, но неделю спустя, воспользовавшись кратковременной отлучкой жены, он бросился вниз со злополучного балкона. Балкон этот выходил на Лиговскую улицу и находился на 4-м этаже. Смерть была мгновенной.

## Труды
- Случай разрыва матки // Сборник трудов врачей Санкт-Петербургского родовспомогательного заведения. Вып. 2. 1894 г.
- О лобных предлежаниях // Сборник трудов врачей Санкт-Петербургского родовспомогательного заведения. Вып. 2. 1894 г.
- К вопросу о профилактическом низведении ножки при ягодичных предлежаниях: Из С.-Петерб. родовспомогат. заведения: Дис. на степ. д-ра мед. Б.И. Ахшарумова // Санкт-Петербург: тип. Е. Евдокимова, 1894.
- Случай родов при полном зарощении девственной плевы // Сборник трудов врачей Санкт-Петербургского родовспомогательного заведения.
- О разрезе промежности при родах // Врачебная газета 1896 г.
- Об освобождении последующей головки при разных формах сужения таза // Доклад X Съезду врачей в память Пирогова.
- О распознавании и лечении местных септических заболевании // Журнал акушерства и женских болезней. Юбилейный выпуск в память XXV-летия научной деятельности профессора Н. Н. Феноменова.